# Déclaration de Genève de l'Association médicale mondiale
Pour les articles homonymes, voir Déclaration de Genève.

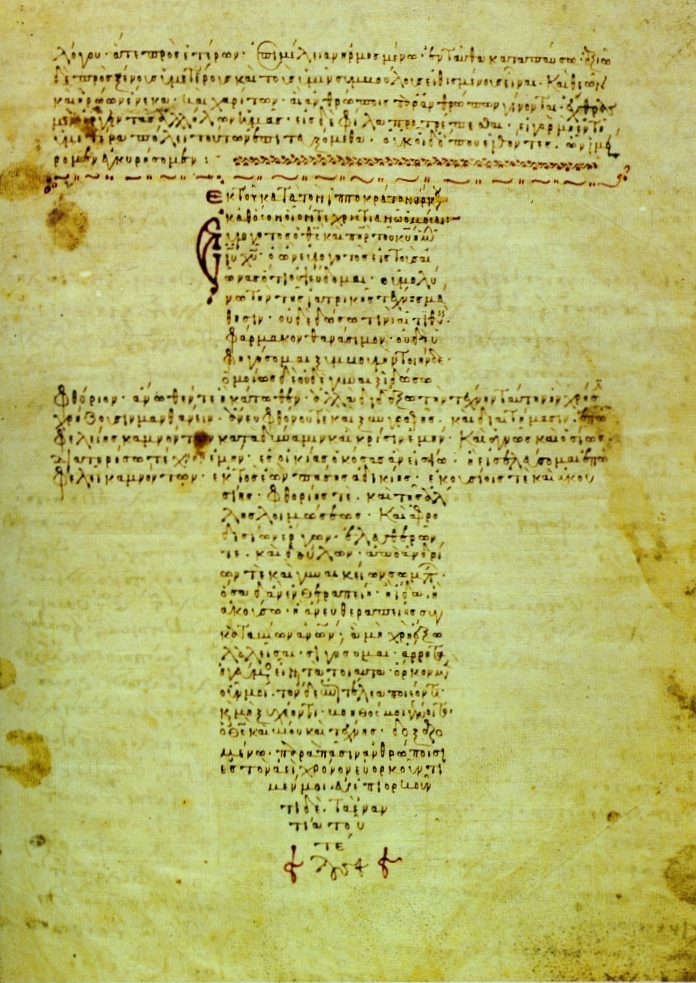
"Manuscrit byzantin du XIIe siècle, le serment était écrit sous la forme d'une croix, le reliant visuellement aux idées chrétiennes".

La Déclaration de Genève est un serment médical adopté par l'assemblée générale de l'Association médicale mondiale à Genève en septembre 1948. Elle a fait l'objet de 7 révisions, la dernière étant celle d'octobre 2020. Cette déclaration qui s'attache spécifiquement à définir les objectifs humanitaires de la médecine prend une importance particulière dans le contexte de l'après Seconde Guerre mondiale, en lien avec certains crimes commis dans lesquels des médecins étaient impliqués. La Déclaration de Genève est conçue comme une adaptation du serment d'Hippocrate aux enjeux contemporains.

## Contexte
Dans le contexte de l'après Seconde Guerre mondiale et immédiatement après la création en 1947 de l'Association médicale mondiale, celle-ci s'est préoccupée de questions d'éthique médicale, en prenant la responsabilité d'établir des directives éthiques pour les médecins. Le procès des médecins à Nuremberg, qui a donné lieu au code de Nuremberg et les révélations sur les exactions de l'armée impériale japonaise à l'unité 731 en Chine, durant la guerre, ont mis en évidence la nécessité d'une réforme et de réaffirmer des lignes directrices concernant à la fois les droits de l'homme et les droits des patients
Dès 1946, un comité d'étude est constitué, dans la perspective de préparer une charte médicale, qui pourrait prendre la forme d'un serment ou d'un engagement pris par le futur médecin au moment de la remise de son diplôme de médecine. Durant deux années, les serments élaborés par les associations membres ont été étudiés, afin d'élaborer une version modernisée du serment d'Hippocrate. Des propositions sont soumises lors de la deuxième assemblée générale de l'AMM, à Genève, en 1948 et le nouveau serment médical est adopté sous l'intitulé de « Déclaration de Genève ». Ce document est adopté par l'AMM trois mois avant la Déclaration universelle des droits de l'homme (1948).

## Déclaration (amendée de 2020)
« EN QUALITÉ DE MEMBRE DE LA PROFESSION MÉDICALE
JE PRENDS L’ENGAGEMENT SOLENNEL de consacrer ma vie au service de l’humanité ;
JE CONSIDÉRERAI la santé et le bien-être de mon patient comme ma priorité ;
JE RESPECTERAI l’autonomie et la dignité de mon patient ;
JE VEILLERAI au plus grand respect de la vie humaine ;
JE NE PERMETTRAI PAS que des considérations d’âge, de maladie ou d’infirmité, de croyance, d’origine ethnique, de genre, de nationalité, d’affiliation politique, de race, d’orientation  sexuelle, de statut social ou tout autre facteur s’interposent entre mon devoir et mon patient ;
JE RESPECTERAI les secrets qui me seront confiés, même après la mort de mon patient ;
J’EXERCERAI ma profession avec conscience et dignité, dans le respect des bonnes pratiques médicales ;
JE PERPÉTUERAI l’honneur et les nobles traditions de la profession médicale ;
JE TÉMOIGNERAI à mes professeurs, à mes collègues et à mes étudiants le respect et la reconnaissance qui leur sont dus ;
JE PARTAGERAI mes connaissances médicales au bénéfice du patient et pour les progrès des soins de santé ;
JE VEILLERAI à ma propre santé, à mon bien-être et au maintien de ma formation afin de prodiguer des soins irréprochables ;
JE N’UTILISERAI PAS mes connaissances médicales pour enfreindre les droits humains et les libertés civiques, même sous la contrainte  ;

JE FAIS CES PROMESSES sur mon honneur, solennellement, librement.»

## Modifications du texte original
La formulation préalable concernant « les frères » été remplacée par « les frères et sœurs », et en 2017 par « collègues ». L'âge, le handicap, le sexe et l'orientation sexuelle ont été ajoutés comme des facteurs qui ne doivent pas interférer avec les devoirs du médecin envers son patient. Les confidences doivent rester secrètes, même après le décès du patient. La formulation « les droits humains et les libertés civiques » remplace « les lois de l'humanité », 
La mention du respect de la vie humaine « à partir du moment de la conception », a été remplacée en 1994 par la formulation « à partir de son début ». Elle a ensuite disparu de la rédaction de certaines versions, notamment anglaise et française, pour être remplacée par « respect absolu de la vie humaine » sans précision. En 2020, dans la version française, elle est remplacée par « plus grand respect de la vie humaine ».
La mention de la « santé et du bien être » du patient a remplacé la formulation initiale de « santé et vie », en lien avec les réflexions sur l'acharnement thérapeutique en fin de vie, avec en 2017 le respect de l'autonomie et de la dignité du patient.
En 2017, le souci de la santé des soignants et leur travail collaboratif sont inclus dans le serment.

## Calendrier des révisions
- Septembre 1948 : adoption de la déclaration, 2e assemblée générale, Genève.
- Août 1968 : premier amendement, 22e assemblée générale, Sydney.
- Octobre 1983 : deuxième amendement, 35e assemblée générale, Venise.
- Septembre 1994 : troisième amendement, 46e assemblée générale, Stockholm.
- Mai 2005 : révision éditoriale, 170e session du conseil, Divonne-les-Bains.
- Mai 2006 : révision éditoriale, 173e session du Conseil, Divonne-les-Bains.
- Octobre 2017 : quatrième amendement, 68e assemblée générale, Chicago.
- Octobre 2020 : cinquième amendement (version française uniquement), 71e assemblée générale, Cordoue.